# Nghiên cứu thời gian và chuyển động
Nghiên cứu thời gian và chuyển động (hay nghiên cứu chuyển động thời gian) là một kỹ thuật hiệu quả kinh doanh kết hợp công việc Nghiên cứu thời gian của Frederick Winslow Taylor với công trình Nghiên cứu chuyển động của Frank và Lillian Gilbreth (cặp đôi được biết đến nhiều nhất qua bộ phim tiểu sử năm 1950 và cuốn sách rẻ hơn bởi Dozen). Đây là một phần chính của quản lý theo khoa học (Taylorism). Sau phần giới thiệu đầu tiên, nghiên cứu thời gian đã phát triển theo hướng thiết lập thời gian tiêu chuẩn, trong khi nghiên cứu chuyển động phát triển thành một kỹ thuật để cải thiện phương pháp làm việc. Hai kỹ thuật đã trở nên tích hợp và cải tiến thành một phương pháp được chấp nhận rộng rãi áp dụng cho việc cải thiện và nâng cấp hệ thống làm việc. Phương pháp tích hợp này để cải thiện hệ thống làm việc được gọi là kỹ thuật phương pháp  và ngày nay nó được áp dụng cho các tổ chức công nghiệp cũng như dịch vụ, bao gồm ngân hàng, trường học và bệnh viện.

## Nghiên cứu thời gian
Nghiên cứu thời gian là quan sát trực tiếp và liên tục một nhiệm vụ, sử dụng thiết bị chấm công (ví dụ: đồng hồ bấm giờ phút thập phân, đồng hồ bấm giờ điện tử hỗ trợ máy tính và máy quay video) để ghi lại thời gian thực hiện một nhiệm vụ  và nó thường được sử dụng khi nào:
- có những chu kỳ làm việc lặp đi lặp lại trong thời gian ngắn đến dài,
- nhiều công việc khác nhau được thực hiện, hoặc
- các yếu tố kiểm soát quá trình tạo thành một phần của chu trình.

Tiêu chuẩn thuật ngữ kỹ thuật công nghiệp, định nghĩa nghiên cứu thời gian là "kỹ thuật đo lường công việc bao gồm đo thời gian cẩn thận của công việc với công cụ đo thời gian, được điều chỉnh cho bất kỳ phương sai quan sát nào từ nỗ lực hoặc tốc độ thông thường và cho phép có đủ thời gian cho các mục như yếu tố nước ngoài, không thể tránh khỏi hoặc trì hoãn máy móc, nghỉ ngơi để vượt qua sự mệt mỏi và nhu cầu cá nhân. " 
Các hệ thống nghiên cứu thời gian và chuyển động thường được coi là các thuật ngữ có thể hoán đổi cho nhau, mô tả các lý thuyết tương đương. Tuy nhiên, các nguyên tắc cơ bản và cơ sở lý luận cho việc thiết lập từng phương pháp tương ứng là không giống nhau, mặc dù có nguồn gốc trong cùng một trường phái tư tưởng.
Việc áp dụng khoa học vào các vấn đề kinh doanh và sử dụng các phương pháp nghiên cứu thời gian trong môi trường tiêu chuẩn và lập kế hoạch công việc, được tiên phong bởi Frederick Winslow Taylor. Taylor đã liên lạc với các nhà quản lý nhà máy và từ thành công của các cuộc thảo luận này đã viết một số bài báo đề xuất sử dụng các tiêu chuẩn thực hiện liên quan đến tiền lương dựa trên nghiên cứu thời gian khoa học. Ở cấp độ cơ bản nhất, các nghiên cứu liên quan đến việc chia nhỏ từng công việc thành các bộ phận, định thời gian cho từng bộ phận và sắp xếp lại các bộ phận thành phương pháp làm việc hiệu quả nhất. Bằng cách đếm và tính toán, Taylor muốn chuyển đổi quản lý, về cơ bản là truyền thống truyền miệng, thành một tập hợp các kỹ thuật được tính toán và viết.
Taylor và các đồng nghiệp đã nhấn mạnh vào nội dung của một ngày làm việc công bằng và tìm cách tối đa hóa năng suất bất kể chi phí sinh lý cho người lao động. Ví dụ, Taylor nghĩ rằng việc sử dụng thời gian không hiệu quả (hàn gắn) là nỗ lực có chủ ý của người lao động nhằm thúc đẩy lợi ích tốt nhất của họ và để giữ cho chủ nhân không biết làm thế nào có thể được thực hiện nhanh chóng. Quan điểm công cụ này về hành vi của con người bởi Taylor đã chuẩn bị con đường cho mối quan hệ của con người để thay thế quản lý khoa học về mặt thành công văn học và ứng dụng quản lý.

## Phê bình
Đáp lại những nghiên cứu về thời gian và quan điểm về bản chất con người của Taylor, nhiều lời chỉ trích và phản ứng mạnh mẽ đã được ghi lại. Các công đoàn, ví dụ, coi nghiên cứu thời gian là một công cụ quản lý trá hình được thiết kế để chuẩn hóa và tăng cường tốc độ sản xuất. Tương tự, các cá nhân như Gilbreth (1909), Cadbury  và Marshall  chỉ trích nặng nề Taylor và tràn ngập công việc của anh ta với sự chủ quan. Ví dụ, Cadbury  khi trả lời Thompson  nói rằng theo các sáng kiến và kỹ năng của nhân viên quản lý khoa học được truyền từ cá nhân sang quản lý, một quan điểm được Nyland nhắc lại. Ngoài ra, các nhà phê bình của Taylor đã lên án việc thiếu chất khoa học trong các nghiên cứu thời gian của ông, theo nghĩa là họ phụ thuộc rất nhiều vào những diễn giải cá nhân về những gì người lao động thực sự làm. Tuy nhiên, giá trị trong việc hợp lý hóa sản xuất là không thể chối cãi và được hỗ trợ bởi các học giả như Gantt, Ford và Munsterberg, và các thành viên xã hội Taylor, ông CG Renold, ông WH Jackson và ông CB Thompson. Các nghiên cứu thời gian thích hợp dựa trên quan sát lặp đi lặp lại, do đó các chuyển động được thực hiện trên cùng một phần khác nhau bởi một hoặc nhiều công nhân có thể được ghi lại, để xác định các giá trị đó thực sự lặp lại và đo lường được.

## Nghiên cứu chuyển động
Ngược lại, và được thúc đẩy bởi các phương pháp nghiên cứu thời gian của Taylor, Gilbreths đã đề xuất một ngôn ngữ kỹ thuật, cho phép phân tích quá trình lao động trong bối cảnh khoa học. Gilbreths đã sử dụng những hiểu biết khoa học để phát triển một phương pháp nghiên cứu dựa trên phân tích "chuyển động công việc", bao gồm một phần quay phim chi tiết về hoạt động của công nhân và tư thế cơ thể của họ trong khi ghi lại thời gian. Các bộ phim phục vụ hai mục đích chính. Một là bản ghi hình ảnh về cách thức thực hiện công việc, nhấn mạnh các khu vực để cải thiện. Thứ hai, các bộ phim cũng phục vụ mục đích đào tạo công nhân về cách tốt nhất để thực hiện công việc của họ. Phương pháp này cho phép Gilbreth xây dựng dựa trên các yếu tố tốt nhất của các luồng công việc này và tạo ra một thực tiễn tốt nhất được tiêu chuẩn hóa.

## Taylor vs Gilbreths
Mặc dù đối với Taylor, các nghiên cứu về chuyển động vẫn phụ thuộc vào các nghiên cứu thời gian, sự chú ý mà anh dành cho kỹ thuật nghiên cứu chuyển động đã chứng minh sự nghiêm túc mà anh coi là phương pháp của Gilbreths. Cuộc chia tay với Taylor năm 1914, trên cơ sở thái độ với công nhân, có nghĩa là Gilbreth phải tranh luận trái ngược với các đoàn viên công đoàn, ủy ban chính phủ và Robert Hoxie  tin rằng quản lý khoa học là không thể ngăn cản. Gilbreths được giao nhiệm vụ chứng minh rằng nghiên cứu chuyển động nói riêng và quản lý khoa học nói chung, tăng sản lượng công nghiệp theo cách cải thiện và không làm giảm sức mạnh tinh thần và thể chất của công nhân. Đây không phải là nhiệm vụ đơn giản được đưa ra để tuyên truyền thúc đẩy báo cáo Hoxie và sự phản đối của công đoàn đối với quản lý khoa học. Ngoài ra, uy tín và thành công học tập của Gilbreths tiếp tục bị cản trở bởi Taylor, người giữ quan điểm rằng nghiên cứu chuyển động không gì khác hơn là tiếp tục công việc của mình.
Trong khi cả Taylor và Gilbreths tiếp tục bị chỉ trích vì công việc tương ứng, nên nhớ rằng họ đã viết vào thời điểm tái tổ chức công nghiệp và sự xuất hiện của các tổ chức lớn, phức tạp với các hình thức công nghệ mới. Hơn nữa, để đánh đồng quản lý khoa học chỉ với nghiên cứu thời gian và chuyển động và do đó kiểm soát lao động không chỉ hiểu sai phạm vi quản lý khoa học, mà còn giải thích sai những khuyến khích của Taylor khi đề xuất một phong cách tư duy quản lý khác.

## Thủ tục nghiên cứu thời gian trực tiếp
Sau đây là quy trình được Mikell Groover phát triển cho một nghiên cứu thời gian trực tiếp:
1. Xác định và ghi lại phương pháp chuẩn.
2. Phân chia nhiệm vụ thành các yếu tố công việc. 
Hai bước đầu tiên được tiến hành trước thời điểm thực tế. Họ làm quen với nhà phân tích với nhiệm vụ và cho phép nhà phân tích cố gắng cải thiện quy trình làm việc trước khi xác định thời gian tiêu chuẩn.
3. Thời gian các yếu tố công việc để có được thời gian quan sát cho nhiệm vụ.
4. Đánh giá tốc độ của công nhân liên quan đến hiệu suất tiêu chuẩn (xếp hạng hiệu suất), để xác định thời gian bình thường. 
Lưu ý rằng các bước 3 và 4 được thực hiện đồng thời. Trong các bước này, một số chu trình làm việc khác nhau được tính thời gian và mỗi hiệu suất của chu trình được xếp hạng độc lập. Cuối cùng, các giá trị được thu thập ở các bước này được tính trung bình để có được thời gian chuẩn hóa.
5. Áp dụng dung sai cho thời gian bình thường để tính thời gian tiêu chuẩn. Các yếu tố phụ cấp cần thiết trong công việc sau đó được thêm vào để tính thời gian tiêu chuẩn cho nhiệm vụ.

## Tiến hành nghiên cứu thời gian
Theo hướng dẫn thực hành tốt cho nghiên cứu sản xuất  một nghiên cứu thời gian toàn diện bao gồm:
1. Thiết lập mục tiêu nghiên cứu;
2. Thiết kế thử nghiệm;
3. Thu thập dữ liệu thời gian;
4. Phân tích dữ liệu;
5. Báo cáo.

Phân tích dễ dàng các khu vực làm việc
Việc thu thập dữ liệu thời gian có thể được thực hiện theo nhiều cách, tùy thuộc vào mục tiêu nghiên cứu và điều kiện môi trường. Dữ liệu thời gian và chuyển động có thể được ghi lại bằng đồng hồ bấm giờ thông thường, máy tính cầm tay hoặc máy quay video. Có một số gói phần mềm chuyên dụng được sử dụng để biến một chiếc palmtop hoặc PC cầm tay thành một thiết bị nghiên cứu thời gian. Thay vào đó, dữ liệu thời gian và chuyển động có thể được thu thập tự động từ bộ nhớ của các máy điều khiển máy tính (tức là nghiên cứu thời gian tự động).

## Nghiên cứu về thời gian và chuyển động chăm sóc sức khỏe
Một nghiên cứu về thời gian và chuyển động chăm sóc sức khỏe được sử dụng để nghiên cứu và theo dõi hiệu quả và chất lượng của nhân viên chăm sóc sức khỏe. Trong trường hợp của các y tá, nhiều chương trình đã được khởi xướng để tăng tỷ lệ phần trăm của một ca điều dưỡng dành cho việc chăm sóc trực tiếp cho bệnh nhân. Trước khi can thiệp, các y tá được tìm thấy dành ~ 20% thời gian để chăm sóc trực tiếp. Sau khi can thiệp tập trung, một số bệnh viện đã nhân đôi con số đó, với một số thậm chí vượt quá 70% thời gian thay đổi với bệnh nhân, dẫn đến giảm sai sót, mã số và ngã.

### Phương pháp
- Người quan sát bên ngoài: Một người nào đó theo dõi trực quan người đang được quan sát, đồng thời hoặc thông qua quay video. Phương pháp này trình bày chi phí bổ sung vì nó thường đòi hỏi tỷ lệ 1 đến 1 của thời gian nghiên cứu so với thời gian nghiên cứu. Một lợi thế là dữ liệu có thể nhất quán, đầy đủ và chính xác hơn so với tự báo cáo.
- Tự báo cáo: Các nghiên cứu tự báo cáo yêu cầu mục tiêu ghi lại thời gian và dữ liệu hoạt động. Điều này có thể được thực hiện đồng thời bằng cách cho các đối tượng dừng lại và bắt đầu hẹn giờ khi hoàn thành một nhiệm vụ, thông qua lấy mẫu công việc trong đó đối tượng ghi lại những gì họ đang làm trong khoảng thời gian xác định hoặc ngẫu nhiên, hoặc bằng cách hoạt động nhật ký chủ đề vào cuối ngày. Tự báo cáo giới thiệu các lỗi có thể không xuất hiện thông qua các phương pháp khác, bao gồm lỗi về nhận thức và bộ nhớ tạm thời, cũng như động lực để thao túng dữ liệu.
- Tự động hóa: Chuyển động có thể được theo dõi bằng GPS. Các hoạt động tài liệu có thể được theo dõi thông qua phần mềm giám sát được nhúng trong các ứng dụng được sử dụng để tạo tài liệu. Quét huy hiệu cũng có thể tạo ra một bản ghi hoạt động.